# Rakousko na Zimních olympijských hrách 1992
Rakousko na Zimních olympijských hrách 1992 v Albertville reprezentovalo 58 sportovců, z toho 45 mužů a 13 žen. Nejmladším účastníkem byl Martin Höllwarth (17 let, 302 dní), nejstarším pak Alfred Eder (38 let, 54 dní). Reprezentanti vybojovali 21 medailí, z toho 6 zlatých 7 stříbrných a 8 bronzových.

## Medailisté
| Medaile | Jméno                                                       | Sport              | Disciplína                   |
| ------- | ----------------------------------------------------------- | ------------------ | ---------------------------- |
| Zlato   | Patrick Ortlieb                                             | Alpské lyžování    | sjezd - muži                 |
| Zlato   | Petra Kronbergerová                                         | Alpské lyžování    | kombinace - ženy             |
| Zlato   | Petra Kronbergerová                                         | Alpské lyžování    | slalom - ženy                |
| Zlato   | Ingo Appelt Harald Winkler Gerhard Haidacher Thomas Schroll | Boby               | čtyřbob - muži               |
| Zlato   | Doris Neunerová                                             | Saně               | jednotlivci - ženy           |
| Zlato   | Ernst Vettori                                               | Skoky na lyžích    | normální můstek - muži       |
| Stříbro | Anita Wachterová                                            | Alpské lyžování    | kombinace - ženy             |
| Stříbro | Anita Wachterová                                            | Alpské lyžování    | slalom - ženy                |
| Stříbro | Markus Prock                                                | Saně               | jednotlivci - muži           |
| Stříbro | Angelika Neuner                                             | Saně               | jednotlivci - ženy           |
| Stříbro | Martin Höllwarth                                            | Skoky na lyžích    | normální můstek - muži       |
| Stříbro | Martin Höllwarth                                            | Skoky na lyžích    | velký můstek - muži          |
| Stříbro | Heinz Kuttin Ernst Vettori Martin Höllwarth Andreas Felder  | Skoky na lyžích    | velký můstek - družstvo mužů |
| Bronz   | Günther Mader                                               | Alpské lyžování    | sjezd - muži                 |
| Bronz   | Michael Tritscher                                           | Alpské lyžování    | slalom - muži                |
| Bronz   | Veronika Wallingerová                                       | Alpské lyžování    | sjezd - ženy                 |
| Bronz   | Markus Schmidt                                              | Saně               | jednotlivci - muži           |
| Bronz   | Klaus Sulzenbacher                                          | Severská kombinace | jednotlivci - muži           |
| Bronz   | Klaus Ofner Stefan Kreiner Klaus Sulzenbacher               | Severská kombinace | štafeta 3 x 10 km - muži     |
| Bronz   | Heinz Kuttin                                                | Skoky na lyžích    | velký můstek - muži          |
| Bronz   | Emese Hunyadyová                                            | Rychlobruslení     | 3000 m - ženy                |